# Trop (retoryka)
Trop (gr. tropos „zwrot, kierunek, kształt”) – termin z zakresu retoryki, oznaczający zastąpienie pewnego słowa lub wyrażenia innym – dla większej obrazowości, wyrazistości i skuteczności przekazu słownego. 
Według Kwintyliana, który wprowadził ten termin do teorii retorycznej, trop to korzystna zmiana znaczenia właściwego na inne, dokonana w słowie lub wyrażeniu. Cyceron definiował trop jako zamianę słów.
W odróżnieniu od figur retorycznych, czyli przemieszczeń składniowych, tropy są przekształceniami semantycznymi. Od czasów starożytnych teoretycy retoryki spierają się jednak o rozróżnienie tropów i figur oraz o klasyfikację niektórych zabiegów retorycznych (np. ironię niektórzy autorzy włączają do tropów, inni do figur; litota występuje zarówno jako trop, jak i figura). 
Do tropów zaliczane są m.in.: metafora, metonimia, synekdocha, alegoria, peryfraza, katachreza, hiperbola, litota, antonomazja, emfaza.